# あの年この歌〜時代が刻んだ名曲たち〜
『あの年この歌〜時代が刻んだ名曲たち〜』（あのとしこのうた じだいがきざんだめいきょくたち）は、BSジャパンで、毎週火曜日の21:00 - 21:54に放送されていた音楽番組・バラエティ番組である。

## 概要
BSジャパンで放送する音楽番組・バラエティ番組。2014年4月1日から放送が開始された。

### 放送日・時間の変遷
2014年の放送開始から2017年3月までは30分番組であった。2017年4月からは54分番組となった。
- 2014年4月1日から9月23日までは毎週火曜日22:54 - 23:24
- 2014年10月3日から2016年3月25日までは毎週金曜日の23:00 - 23:30
- 2016年4月2日から2017年3月25日までは毎週土曜日の18:00 - 18:30
- 2017年4月3日から2018年3月20日は毎週火曜日21:00 - 21:54

## 出演者
- 音楽コメンテーター
  - 坂崎幸之助（THE ALFEE）
  - 高見沢俊彦（THE ALFEE）
  - 野瀬泰申（日本経済新聞特別編集委員）
- 進行
  - 佐々木明子（テレビ東京アナウンサー）
- VTR出演
  - 富澤一誠（音楽評論家）

## スタッフ
- ナレーター：島田弘久（テレビ東京アナウンサー）、水原恵理（テレビ東京アナウンサー）
- 構成：山崎大吾、早坂政典
- 監修：富澤一誠
- カメラ：田畑純、小林達矢 (共にファンネル)
- ＴＤ：丸山真平
- ＣＡＭ：石田和良、伊井隼人
- ＶＥ：細田純一朗
- ＡＵＤ：湯面由香里
- ＬＤ：宮尾淳一
- 音声：勇和幸
- 美術：金森明日香
- 大道具：岡元佳規
- 小道具：山下正美
- 編集：吉田浩一 (e-na)
- ＭＡ：坪野有馬 (e-na)
- 音効：土井隆昌
- 番宣：大川沙織、鈴木久美
- デスク：玉野祐子
- 編成：山﨑健司、若尾佳那
- スタイリスト：市原昌顕
- ヘアメイク：野原ゆかり
- 技術協力：ファンネル、e-na
- 美術協力：テレビ東京アート
- ディレクター：井上雄介
- 演出：次廣靖、齋藤元紀、鈴木崇
- プロデューサー：神山祐人 / 斉藤嘉久、三島尚子（EAST）
- 制作協力：イースト・エンタテインメント
- 製作：BSジャパン、テレビ東京

## 放送日リスト
| 2014年前期（2014年4月1日 - 2014年9月23日） | 2014年前期（2014年4月1日 - 2014年9月23日） | 2014年前期（2014年4月1日 - 2014年9月23日）          |
| 放送日                                     | 年                                         | 内容                                                |
| ------------------------------------------ | ------------------------------------------ | --------------------------------------------------- |
| 2014.4.1                                   | 1966年                                     | 『日本の音楽業界に何が起こった？〜革命前夜〜』      |
| 2014.4.8                                   | 1967年                                     | 『2つのフォークが起こした音楽革命』                 |
| 2014.4.15                                  | 1975年                                     | 『四畳半からワンルームへ』                          |
| 2014.4.22                                  | 1983年                                     | 『日本の音楽のハイブリッド化』                      |
| 2014.4.29                                  | 1964年                                     | 『50年前のおもてなし』                              |
| 2014.5.6                                   | 1979年                                     | 『アメリカ文化への憧れと日本回帰』                  |
| 2014.5.13                                  | 1970年                                     | 『私たちの歌から私の歌へ〜連帯と共感、二つの核〜』  |
| 2014.5.20                                  | 1977年                                     | 『阿久悠が挑んだ音楽界との戦い』                    |
| 2014.5.27                                  | 1985年                                     | 『バブル前夜の光と影』                              |
| 2014.6.3                                   | 1969年                                     | 『さようなら、愛と平和の60年代』                    |
| 2014.6.10                                  | 1981年                                     | 『市民権を得たツッパリ音楽』                        |
| 2014.6.17                                  | 1993年                                     | 『ミリオンセラー誕生のワケ』                        |
| 2014.6.24                                  | 1973年                                     | 『叙情派フォーク〜優しさの時代』                    |
| 2014.7.1                                   | 1962年                                     | 『輝くアメリカンポップスと洋楽カバーの幕開け』      |
| 2014.7.8                                   | 1980年                                     | 『ヒット曲はCMから生まれる時代へ』                  |
| 2014.7.15                                  | 1976年                                     | 『およげ！団塊世代』                                |
| 2014.7.22                                  | 1987年                                     | 『中流日本で生まれたロック』                        |
| 2014.7.29                                  | 1995年                                     | 『プロデューサー小室のヒット戦略』                  |
| 2014.8.5                                   | 1968年                                     | 『アングラが世界を動かす』                          |
| 2014.8.12                                  | 1982年                                     | 『感性で突っ走れ！な時代』                          |
| 2014.8.19                                  | 1972年                                     | 『世の男性を魅了した お色気ソング』                 |
| 2014.8.26                                  | 1984年                                     | 『ニューミュージック冬の時代 苦節ン年組が活躍！！』 |
| 2014.9.2                                   | 1999年                                     | 『ミレニアムに現れたカリスマ【歌姫】たち』          |
| 2014.9.9                                   | 1961年                                     | 『わかっちゃいるけどやめられない』                  |
| 2014.9.16                                  | 1989年                                     | 『消えゆく昭和』                                    |
| 2014.9.23                                  | 1974年                                     | 『慎ましい愛の世界』                                |

| 2014年後期（2014年10月3日 - 2015年3月27日） | 2014年後期（2014年10月3日 - 2015年3月27日） | 2014年後期（2014年10月3日 - 2015年3月27日）                     |
| 放送日                                      | 年                                          | 内容                                                            |
| ------------------------------------------- | ------------------------------------------- | --------------------------------------------------------------- |
| 2014.10.3                                   | 1997年                                      | 『ネオ・フォーク時代』                                          |
| 2014.10.10                                  | 1991年                                      | 『テレビ × 大物アーティスト ＝ メガヒット』                     |
| 2014.10.17                                  | 1971年                                      | 『音楽もディスカバージャパン』                                  |
| 2014.10.24                                  | 1996年                                      | 『スーパースターとシンデレラの時代』                            |
| 2014.10.31                                  | 1990年                                      | 『バンドブームを生み出した男たち』                              |
| 2014.11.7                                   | 1978年                                      | 『未知との遭遇でフィーバー』                                    |
| 2014.11.14                                  | 1998年                                      | 『女性アイドルグループ』                                        |
| 2014.11.21                                  | 1965年                                      | 『エレキギター伝来』                                            |
| 2014.11.28                                  | 1992年                                      | 『元気な女達の時代』                                            |
| 2014.12.5                                   | 1963年                                      | 『高度成長時代をささえた青春歌謡』                              |
| 2014.12.12                                  | 1986年                                      | 『伝説のスタジアムライブ～行列が出来るアーティストたち』        |
| 2014.12.19                                  | 1994年                                      | 『市民権を得たヒップホップ』                                    |
| 2014.12.26                                  | 1988年                                      | 『武道館から東京ドームへ』                                      |
| 2015.1.9                                    | 1972年                                      | 『日本音楽改造論』                                              |
| 2015.1.16                                   | 1987年                                      | 『私をバブルへ連れてって～時代を先取り ユーミン伝説に迫る!!～』 |
| 2015.1.23                                   | 1968年                                      | 『栄光のグループサウンズ』                                      |
| 2015.1.30                                   | 1982年                                      | 『ポプコンが生み出した、この年最大のヒット曲』                  |
| 2015.2.6                                    | 1977年                                      | 『深夜ラジオが生んだスター達』                                  |
| 2015.2.13                                   | 1993年                                      | 『沖縄音楽と日本人』                                            |
| 2015.2.20                                   | 1980年                                      | 『愛し合ってるかい?』                                           |
| 2015.2.27                                   | 1991年                                      | 『あなたにとっての卒業ソングは?』                               |
| 2015.3.6                                    | 1974年                                      | 『ヤングアイドル黄金時代』                                      |
| 2015.3.13                                   | 1990年                                      | 『壊れかけの夢を信じて』                                        |
| 2015.3.20                                   | 1964年                                      | 『洋楽メロディを大衆に』                                        |
| 2015.3.27                                   | 1984年                                      | 『アイドルになったロックンローラー』                            |

| 2015年前期（2015年4月3日 - 2015年10月2日） | 2015年前期（2015年4月3日 - 2015年10月2日） | 2015年前期（2015年4月3日 - 2015年10月2日）                             |
| 放送日                                     | 年                                         | 内容                                                                   |
| ------------------------------------------ | ------------------------------------------ | ---------------------------------------------------------------------- |
| 2015.4.3                                   | 1988年                                     | 『男と女のデュエット』                                                 |
| 2015.4.10                                  | 1971年                                     | 『メッセージのフォーク』から『メロディのフォーク』へ                   |
| 2015.4.17                                  | 1998年                                     | 『世界に羽ばたいたヴィジュアル系』                                     |
| 2015.4.24                                  | 1983年                                     | 『化粧品CMから生まれたヒットソング』                                   |
| 2015.5.1                                   | 1961年                                     | 『ルンバでマンボでズンドコドドンパ』                                   |
| 2015.5.8                                   | 1979年                                     | 『作詞家・阿木燿子』                                                   |
| 2015.5.15                                  | 1986年                                     | 『苦難を乗り越えたアジアの歌姫』                                       |
| 2015.5.22                                  | 1978年                                     | 『ジャパニーズ・ポップス元年』                                         |
| 2015.5.29                                  | 1996年                                     | 『脱力のススメ』                                                       |
| 2015.6.5                                   | 1962年                                     | 『スターと映画とヒットソング』                                         |
| 2015.6.12                                  | 1976年                                     | 『夢と憧れの上京ソング』                                               |
| 2015.6.19                                  | 1967年                                     | 『ラブユー昭和ムード歌謡』                                             |
| 2015.6.26                                  | 1997年                                     | 『ベストアルバムブームの幕開け』                                       |
| 2015.7.3                                   | 1966年                                     | 『ロックより新しい音楽 演歌の誕生』                                    |
| 2015.7.10                                  | 1985年                                     | 『女性ロックシンガー元年』                                             |
| 2015.7.17                                  | 1970年                                     | 『時代を映すスポ根ソング』                                             |
| 2015.7.24                                  | 1989年                                     | 『JapaneseR&Bのパイオニア』                                            |
| 2015.7.31                                  | 1994年                                     | 『あ～夏休み』夏と言えばTUBE！今夜はあの年この歌、夏歌スペシャル！！！ |
| 2015.8.7                                   | 1973年                                     | 『日本のロックの先駆者、西城秀樹』                                     |
| 2015.8.14                                  | 1969年                                     | 『混乱の中で手探りした夜明け』                                         |
| 2015.8.21                                  | 1995年                                     | 『ユーロビートが国民的ダンス音楽に』                                   |
| 2015.8.28                                  | 1965年                                     | 『帰ろかな…ふるさとの歌』                                              |
| 2015.9.4                                   | 1999年                                     | 『不況のどん底に響いた“前向きソング”』                                 |
| 2015.9.11                                  | 1975年                                     | 『奇跡のフォークブーム。井上陽水などフォークソング大ヒット』           |
| 2015.9.18                                  | 1981年                                     | 『変幻自在のおしゃれポップス 松本隆の世界』                            |
| 2015.9.25                                  | 1963年                                     | 『明日があるから上を向いてこんにちは』                                 |
| 2015.10.2                                  | 1992年                                     | 『弱気になった男たちの ちょっとだけ女々しいソング』                    |

| 2015年後期（2015年10月9日 - 2016年3月25日） | 2015年後期（2015年10月9日 - 2016年3月25日） | 2015年後期（2015年10月9日 - 2016年3月25日） | 2015年後期（2015年10月9日 - 2016年3月25日）             |
| 放送日                                      | 年                                          | アーティスト                                | 曲のタイトル                                            |
| ------------------------------------------- | ------------------------------------------- | ------------------------------------------- | ------------------------------------------------------- |
| 2015.10.9                                   | 1972年                                      | 『ガロ』                                    | 『学生街の喫茶店』                                      |
| 2015.10.16                                  | 1964年                                      | 『井沢八郎』                                | 『あゝ上野駅』                                          |
| 2015.10.23                                  | 1984年                                      | 『安全地帯』                                | 『ワインレッドの心』                                    |
| 2015.10.30                                  | 1980年                                      | 『五輪真弓』                                | 『恋人よ』                                              |
| 2015.11.6                                   | 1971年                                      | 『赤い鳥』                                  | 『翼をください』                                        |
| 2015.11.13                                  | 1986年                                      | 『河島英五』                                | 『時代おくれ』                                          |
| 2015.11.20                                  | 1961年                                      | 『石原裕次郎・牧村旬子』                    | 『銀座の恋の物語』                                      |
| 2015.11.27                                  | 1979年                                      | 『アリス』                                  | 『チャンピオン』                                        |
| 2015.12.4                                   | 1998年                                      | 『Every Little Thing』                      | 『Time goes by』                                        |
| 2015.12.11                                  | 1983年                                      | 『上田正樹』                                | 『悲しい色やね』                                        |
| 2015.12.18                                  | 1974年                                      | 『チューリップ』                            | 『青春の影』                                            |
| 2015.12.25                                  | 1996年                                      | 『ウルフルズ』                              | 『バンザイ 〜好きでよかった〜』                         |
| 2016.1.8                                    | 1969年                                      | 『ビリーバンバン』                          | 『白いブランコ』                                        |
| 2016.1.15                                   | 1978年                                      | 『ゴダイゴ』                                | 『ガンダーラ』                                          |
| 2016.1.22                                   | 1989年                                      | 『Wink』                                    | 『淋しい熱帯魚』                                        |
| 2016.1.29                                   | 1997年                                      | 『今井美樹』                                | 『PRIDE』                                               |
| 2016.2.5                                    | 1975年                                      | 『布施明』                                  | 『シクラメンのかほり』                                  |
| 2016.2.12                                   | 1982年                                      | 『岩崎宏美』                                | 『聖母たちのララバイ』                                  |
| 2016.2.19                                   | 1995年                                      | 『シャ乱Q』                                 | 『シングルベッド』                                      |
| 2016.2.26                                   | 1973年                                      | 『チェリッシュ』                            | 『てんとう虫のサンバ』                                  |
| 2016.3.4                                    | 1966年                                      | 『丸山明宏』                                | 『ヨイトマケの唄』                                      |
| 2016.3.11                                   | 1983年                                      | 『THE ALFEE』                               | 『メリーアン』 放送100回記念「THE ALFEE」の魅力に迫る。 |
| 2016.3.18                                   | 1963年                                      | 『舟木一夫』                                | 『高校三年生』                                          |
| 2016.3.25                                   | 1994年                                      | 『小沢健二feat.スチャダラパー』             | 『今夜はブギー・バック』                                |

| 2016年前期（2016年4月2日 - 2016年9月24日） | 2016年前期（2016年4月2日 - 2016年9月24日） | 2016年前期（2016年4月2日 - 2016年9月24日） | 2016年前期（2016年4月2日 - 2016年9月24日） |
| 放送日                                     | 年                                         | アーティスト                               | 曲のタイトル                               |
| ------------------------------------------ | ------------------------------------------ | ------------------------------------------ | ------------------------------------------ |
| 2016.4.2                                   | 1968年                                     | 『ザ・フォーク・クルセダーズ』             | 『イムジン河』                             |
| 2016.4.9                                   | 1991年                                     | 『森田公一とトップギャラン』               | 『青春時代』                               |
| 2016.4.16                                  | 1976年                                     | 『KAN』                                    | 『愛は勝つ』                               |
| 2016.4.23                                  | 1970年                                     | 『藤圭子』                                 | 『圭子の夢は夜ひらく』                     |
| 2016.4.30                                  | 1962年                                     | 『弘田三枝子』                             | 『ヴァケーション』                         |
| 2016.5.7                                   | 1981年                                     | 『松山千春』                               | 『長い夜』                                 |
| 2016.5.14                                  | 1993年                                     | 『ZARD』                                   | 『負けないで』                             |
| 2016.5.21                                  | 1965年                                     | 『ダークダックス』                         | 『アンジェリータ』                         |
| 2016.5.28                                  | 1985年                                     | 『中村あゆみ』                             | 『翼の折れたエンジェル』                   |
| 2016.6.4                                   | 1977年                                     | 『狩人』                                   | 『あずさ2号』                              |
| 2016.6.18                                  | 1967年                                     | 『ジャッキー吉川とブルー・コメッツ』       | 『ブルー・シャトウ』                       |
| 2016.6.25                                  | 1990年                                     | 『徳永英明』                               | 『壊れかけのRadio』                        |
| 2016.7.2                                   | 1964年                                     | 『小林旭』                                 | 『自動車ショー歌』                         |
| 2016.7.9                                   | 60年代＆70年代                             | フォーク＆ニューミュージックBEST40！       | フォーク＆ニューミュージックBEST40！       |
| 2016.7.16                                  | 1974年                                     | 『森進一』                                 | 『襟裳岬』                                 |
| 2016.7.23                                  | 1986年                                     | 『本田美奈子』                             | 『1986年のマリリン』                       |
| 2016.7.30                                  | 1999年                                     | 『aiko』                                   | 『花火』                                   |
| 2016.8.6                                   | 1977年                                     | 『さだまさし』                             | 『雨やどり』                               |
| 2016.8.13                                  | 1972年                                     | 『上條恒彦』                               | 『だれかが風の中で』                       |
| 2016.8.20                                  | 1985年                                     | 『杉山清貴&オメガトライブ』                | 『ふたりの夏物語 -NEVER ENDING SUMMER-』   |
| 2016.8.27                                  | 1993年                                     | 『THE 虎舞竜』                             | 『ロード』                                 |
| 2016.9.3                                   | 1969年                                     | 『カルメン・マキ』                         | 『時には母のない子のように』               |
| 2016.9.17                                  | 1971年                                     | 『尾崎紀世彦』                             | 『また逢う日まで』                         |
| 2016.9.24                                  | 1982年                                     | 『大橋純子』                               | 『シルエット・ロマンス』                   |

| 2016年後期（2016年10月1日 - 2017年3月25日） | 2016年後期（2016年10月1日 - 2017年3月25日） | 2016年後期（2016年10月1日 - 2017年3月25日） | 2016年後期（2016年10月1日 - 2017年3月25日） |
| 放送日                                      | 年                                          | アーティスト                                | 曲のタイトル                                |
| ------------------------------------------- | ------------------------------------------- | ------------------------------------------- | ------------------------------------------- |
| 2016.10.1                                   | 1980年                                      | 『シャネルズ』                              | 『ランナウェイ』                            |
| 2016.10.8                                   | 1968年                                      | 『ザ・ズートルビー』                        | 『水虫の歌』                                |
| 2016.10.15                                  | 1990年                                      | 『井上陽水』                                | 『少年時代』                                |
| 2016.10.22                                  | 1983年                                      | 『村下孝蔵』                                | 『初恋』                                    |
| 2016.10.29                                  | 1992年                                      | 『槇原敬之』                                | 『冬がはじまるよ』                          |
| 2016.11.5                                   | 1984年                                      | 『アン・ルイス』                            | 『六本木心中』                              |
| 2016.11.12                                  | 1973年                                      | 『かぐや姫』                                | 『神田川』                                  |
| 2016.11.19                                  | 1979年                                      | 『オフコース』                              | 『さよなら』                                |
| 2016.11.26                                  | 1966年                                      | 『サイモンとガーファンクル』                | 『サウンド・オブ・サイレンス』              |
| 2016.12.3                                   | 1988年                                      | 『爆風スランプ』                            | 『Runner』                                  |
| 2016.12.10                                  | 1963年                                      | 『ボブ・ディラン』                          | 『風に吹かれて』                            |
| 2016.12.17                                  | 1978年                                      | 『紙ふうせん』                              | 『冬が来る前に』                            |
| 2016.12.24                                  |                                             | クリスマス・イブの特別編                    | クリスマス・イブの特別編                    |
| 2017.1.7                                    | 1975年                                      | 『風』                                      | 『22才の別れ』                              |
| 2017.1.14                                   | 1967年                                      | 『森山良子』                                | 『この広い野原いっぱい』                    |
| 2017.1.21                                   | 1981年                                      | 『南佳孝』                                  | 『スローなブギにしてくれ -I Want You-』     |
| 2017.1.28                                   | 1965年                                      | 『橋幸夫』                                  | 『あの娘と僕-スイム・スイム・スイム-』      |
| 2017.2.4                                    | 1973年                                      | 『あのねのね』                              | 『赤とんぼの唄』                            |
| 2017.2.11                                   | 1976年                                      | 『内山田洋とクールファイブ』                | 『東京砂漠』                                |
| 2017.2.18                                   | 1972年                                      | 『青い三角定規』                            | 『太陽がくれた季節』                        |
| 2017.2.25                                   | 1968年                                      | 『青江三奈』                                | 『伊勢佐木町ブルース』                      |
| 2017.3.4                                    | 1974年                                      | 『フィンガー5』                             | 『学園天国』                                |
| 2017.3.11                                   | 1981年                                      | 『佐野元春』                                | 『SOMEDAY』                                 |
| 2017.3.18                                   | 1969年                                      | 『トワ・エ・モワ』                          | 『或る日突然』                              |
| 2017.3.25                                   | 1983年                                      | 『H2O』                                     | 『想い出がいっぱい』                        |

| 2017年前期（2017年4月1日 - 2017年9月26日） | 2017年前期（2017年4月1日 - 2017年9月26日） | 2017年前期（2017年4月1日 - 2017年9月26日） | 2017年前期（2017年4月1日 - 2017年9月26日）       | 2017年前期（2017年4月1日 - 2017年9月26日） |
| 放送日                                     | 年                                         | アーティスト                               | 曲のタイトル                                     | 備考                                       |
| ------------------------------------------ | ------------------------------------------ | ------------------------------------------ | ------------------------------------------------ | ------------------------------------------ |
| 2017.4.1                                   |                                            | ゴールデン進出ＳＰ                         | ゴールデン進出ＳＰ                               |                                            |
| 2017.4.4                                   | 1973年                                     | 『かぐや姫』                               | 『神田川』                                       |                                            |
| 2017.4.11                                  | 1971年                                     | 『加藤和彦・北山修』                       | 『あの素晴しい愛をもう一度』                     |                                            |
| 2017.4.18                                  | 1969年                                     | 『加藤登紀子』                             | 『ひとり寝の子守唄』                             |                                            |
| 2017.4.25                                  | 1967年                                     | 『ザ・スパイダース』                       | 『バン・バン・バン』                             |                                            |
| 2017.5.2                                   | 1975年                                     | 『荒井由実』                               | 『ルージュの伝言』                               |                                            |
| 2017.5.9                                   | 1979年                                     | 『さだまさし』                             | 『親父の一番長い日』                             |                                            |
| 2017.5.16                                  | 1970年                                     | 『森山加代子』                             | 『白い蝶のサンバ』                               |                                            |
| 2017.5.23                                  | 1984年                                     | 『髙橋真梨子』                             | 『桃色吐息』                                     |                                            |
| 2017.5.30                                  | 1974年                                     | 『海援隊』                                 | 『母に捧げるバラード』                           |                                            |
| 2017.6.6                                   | 1980年                                     | 『久保田早紀』                             | 『異邦人』                                       | CMソング当たり年！                         |
| 2017.6.13                                  | 1966年                                     | 『加山雄三』                               | 『君といつまでも』                               | 加山雄三大活躍！                           |
| 2017.6.20                                  | 1978年                                     | 『杏里』                                   | 『オリビアを聴きながら』                         |                                            |
| 2017.6.27                                  | 1972年                                     |                                            |                                                  | アジアの歌姫たち                           |
| 2017.7.11                                  | 1962年                                     | 『橋幸夫・吉永小百合』 『舟木一夫』        | 『いつでも夢を』 『高校三年生』                  | いつでも夢を…青春歌謡                      |
| 2017.7.18                                  | 1976年                                     | 『子門真人』 『川橋啓史』                  | 『およげ!たいやきくん』 『山口さんちのツトム君』 | 団塊世代の応援歌                           |
| 2017.7.25                                  | 1982年                                     | 『中森明菜』 『あみん』                    | 『少女A』 『待つわ』                             | 花のアイドルvsネクラ歌姫                   |
| 2017.8.1                                   | 1980年                                     | 『RCサクセション』                         | 『雨上がりの夜空に』                             | 80’s元年 新時代の幕開け                    |
| 2017.8.8                                   | 1979年                                     |                                            |                                                  | 実力派シンガーたちの時代                   |
| 2017.8.15                                  | 1967年                                     | 『ロス・インディオス』                     | 『コモエスタ赤坂』                               | ムード歌謡スペシャル                       |
| 2017.8.22                                  | 1965年                                     | 『和田弘とマヒナ・スターズ』               | 『お座敷小唄』                                   | ハワイアン・ソング大流行！                 |
| 2017.8.29                                  | 1985年                                     | 『レベッカ』                               | 『フレンズ』                                     | レベッカとバンドブーム                     |
| 2017.9.5                                   | 1975年                                     |                                            |                                                  | ロック御三家登場！                         |
| 2017.9.12                                  | 1974年                                     | 『殿さまキングス』                         | 『なみだの操』                                   | ミリオンセラーの当たり年                   |
| 2017.9.19                                  | 1969年                                     | 『和田アキ子』                             | 『どしゃぶりの雨の中で』                         | 女王たちの60年代                           |
| 2017.9.26                                  | 1972年                                     | 『高田渡』 『GARO』                        | 『自衛隊に入ろう』 『学生街の喫茶店』            | 学生運動と青春ソング                       |

| 2017年後期（2017年10月3日 - 2018年3月27日） | 2017年後期（2017年10月3日 - 2018年3月27日） | 2017年後期（2017年10月3日 - 2018年3月27日）                                            | 2017年後期（2017年10月3日 - 2018年3月27日）                                                                                                | 2017年後期（2017年10月3日 - 2018年3月27日）           |
| 放送日                                      | 年                                          | アーティスト                                                                           | 曲のタイトル | 備考                                                  |
| ------------------------------------------- | ------------------------------------------- | -------------------------------------------------------------------------------------- | --- | ----------------------------------------------------- |
| 2017.10.3                                   | 1968年                                      | 『いしだあゆみ』                                                                       | 『ブルー・ライト・ヨコハマ』 | ヨコハマ・ソング元年                                  |
| 2017.10.10                                  | 1981年                                      | 『寺尾聰』                                                                             | 『ルビーの指環』 | 団塊世代の心を掴んだ大人ソング特集!                   |
| 2017.10.17                                  | 1978年                                      | 『大橋純子』 『岩崎宏美』 『石野真子』 『石野真子』 『渡辺真知子』 『庄野真代』 その他 | 『たそがれマイ・ラブ』 『シンデレラ・ハネムーン』 『狼なんか怖くない』 『失恋記念日』 『かもめが翔んだ日』 『飛んでイスタンブール』 その他 | 女たちの賞レース                                      |
| 2017.10.24                                  | 1984年                                      | 『尾崎豊』                                                                             | 『十七才の地図』 | 新風を巻き起こした若手スターたち                      |
| 2017.10.31                                  | 1970年                                      |                                                                                        | | 中津川フォークジャンボリー                            |
| 2017.11.7                                   | 1971年                                      |                                                                                        | | ティーンアイドル花盛りの時代                          |
| 2017.11.14                                  | 1975年                                      | 『中島みゆき』                                                                         | 『時代』 | 今春が来て去年よりずっと流行った女性フォーク          |
| 2017.11.21                                  | 1987年                                      | 『中島みゆき』 『竹内まりや』                                                          | 『ホームにて』 『駅』 | まりや、ユーミン、荻野目洋子…バブル時代の歌姫の名曲   |
| 2017.11.28                                  | 1983年                                      |                                                                                        | | 杏里、稲垣潤一、山下達郎、佐野元春…ドライブ音楽特集!  |
| 2017.12.5                                   | 1973年                                      | 『麻丘めぐみ』                                                                         | 『わたしの彼は左きき』 | “中三トリオ・新御三家・ちあきなおみ”懐かしの秘蔵映像! |
| 2017.12.12                                  | 1967年                                      | 『沢たまき』 『佐良直美』 『伊東ゆかり』                                               | 『ベッドで煙草を吸わないで』 『いいじゃないの幸せならば』 『小指の想い出』                                                                 | 発見!“三人娘”お宝映像SP                               |
| 2017.12.19                                  | 1985年                                      | 『ハウンド・ドッグ』                                                                   | 『ff (フォルティシモ)』 | CMソング大特集!                                       |
| 2017.12.26                                  |                                             |                                                                                        | | 昭和の忘年会を彩ったデュエットソング30!               |
| 2018.1.9                                    | 1963年                                      |                                                                                        | | 団塊世代の青春ソング                                  |
| 2018.1.16                                   | 1972年                                      |                                                                                        | | アジアの歌姫たち                                      |
| 2018.1.23                                   | 1984年                                      |                                                                                        | | 洋楽カバーソング当たり年！                            |
| 2018.1.30                                   | 1974年                                      | 『NSP』                                                                                | 『夕暮れ時はさびしそう』 | 大量デビュー！400組を追え                             |
| 2018.2.6                                    | 1982年                                      | 『髙橋真梨子』                                                                         | 『for you…』 | “for you...”“ごめんね…”女心のヒットソング特集！       |
| 2018.2.13                                   | 1976年                                      |                                                                                        | | 研ナオコ、中島みゆきを語る                            |
| 2018.2.20                                   | 1986年                                      | 『鈴木雅之』                                                                           | 『ガラス越しに消えた夏』 『Tシャツに口紅』                                                                                                 | バブル目前！実力派シンガー特集！                      |
| 2018.2.27                                   | 1961年                                      | 『西田佐知子』 『渡辺マリ』                                                            | 『アカシアの雨がやむとき』 『東京ドドンバ娘』                                                                                              | 「君恋し」「ドドンパ」…和製ポップス元年               |
| 2018.3.6                                    | 1975年                                      | 『バンバン』 『ばんばひろふみ』 『風』 『イルカ』                                      | 『『いちご白書』をもう一度』 『SACHIKO』 『22才の別れ』 『なごり雪』                                                                       | 春の旅立ちソング                                      |
| 2018.3.13                                   | 1967年                                      |                                                                                        | | ＧＳの王者 ジャッキー吉川とブルー・コメッツ           |
| 2018.3.20                                   | 1960年～1980年                              | 『THE ALFEE』                                                                          | 『星空のディスタンス』 『ラジカル・ティーンエイジャー』                                                                                    | 200回記念スペシャル！1960年～80年の“この歌”           |

| スペシャル版 | スペシャル版                                                                                                   | スペシャル版                                          |
| 放送日       | 内容 | ゲスト                                                |
| ------------ | --- | ----------------------------------------------------- |
| 2015.1.10    | 日本の50年が刻んだ名曲たちスペシャル                                                                           | 研ナオコ 杏里 相田翔子 スーパーワンダーランド         |
| 2015.5.9     | 青春ソングスペシャル                                                                                           | 森山良子 大野真澄（元ガロ） 島谷ひとみ マキタスポーツ |
| 2016.1.16    | 新春スペシャル「日本の音楽を変えた4人」                                                                        | 由紀さおり 大野真澄（元ガロ） 中村あゆみ              |
| 2016.7.9     | あの年この歌〜時代が刻んだ名曲たち〜スペシャル「今でも聴きたい!60～70年代フォーク&ニューミュージックベスト30」 | ばんばひろふみ 太田裕美 柴田淳                        |
| 2017.3.18    | あの年この歌 今も歌い継がれる名曲！カラオケランキングBEST30                                                    | 大友康平 清水ミチコ 新妻聖子                          |
| 2017.7.8     | あの年この歌 貴重映像で振り返る！昭和スターのあんな姿こんな姿スペシャル                                        | ジュディ・オング 松崎しげる                           |
| 2018.8.12    | あの年この歌～時代が刻んだ名曲たち～あの歌手が選ぶ！私の絶対SONGベスト3                                        | 坂本冬美 荻野目洋子 徳光和夫                          |
| 2019.4.14    | あの年この歌３時間ＳＰ あなたの人生を彩った昭和～平成の名曲ランキング100                                       | 武田鉄矢 森口博子 南こうせつ                          |
| 2020.3.15    | あの年この歌 3時間スペシャル 名曲～レア曲 昭和・平成ベスト100                                                  | 古舘伊知郎 神野美伽 ミッツ・マングローブ              |
| 2020.10.4    | あの年この歌～時代が刻んだ名曲たち～３時間スペシャル 決定版！時代を創った名曲ポップス                          | 島津亜矢 島袋寛子 レイザーラモンRG                    |
| 2021.3.14    | あの年この歌～時代が刻んだ名曲たち～ニッポンを元気にした希望の歌ＳＰ！                                         | 研ナオコ 城田優 阿佐ヶ谷姉妹                          |
| 2022.12.5    | あの年この歌～時代が刻んだ名曲たち～その時、伝説は生まれた！貴重映像で甦る奇跡のコンサート                     | 中尾ミエ 綾小路翔                                     |
| 2024.9.1     | あの年この歌～時代が刻んだ名曲たち～昭和～令和を彩った私のベストソング５０                                     | 中村雅俊 新妻聖子 マキタスポーツ ハシヤスメ・アツコ   |